# 더 스토리: 세상에 숨겨진 사랑
《더 스토리: 세상에 숨겨진 사랑》(영어: The Words)은 2012년 개봉한 미국의 미스터리 로맨틱 드라마 영화이다. 브라이언 클러그먼과 리 스턴설이 공동 연출·각본을 맡았으며, 둘의 첫 영화 연출작이다. 이 영화는 액자 구조로, 소설가 클레이 해먼드(데니스 퀘이드 분)가 쓴 소설 속 주인공 로리 잰슨(브래들리 쿠퍼 분)의 이야기를 묘사한다. 그 외에 조이 살다나, 올리비아 와일드, 제러미 아이언스, 벤 반스, 노라 아르네제데르 등이 출연하였다.

## 줄거리
작가 클레이 해먼드가 사람들 앞에서 본인의 신작 〈더 워즈〉(The Words)를 낭독하기 시작한다.
소설 속 주인공 로리 잰슨(브래들리 쿠퍼 분)은 작가 지망생이지만 능력이 없어 계속 출판을 거절당한다. 사랑하는 도라(조이 살다나 분)와 결혼한 로리는 파리로 신혼여행을 갔다가 어느 골동품점에서 한 가방을 발견하고 마음에 들어한다. 
도라에게 그 가방을 선물받은 뒤 미국으로 돌아온 로리는 가방 안에서 소설 원고를 발견하고 이를 랩톱에서 타자해 파일로 옮긴다. 우연히 랩톱에서 소설 파일을 발견한 도라는 이를 로리의 창작물로 착각해 출판을 권하고, 그 원고를 통해 로리는 작가로 성공한다.
어느 날 로리는 센트럴 파크에서 그 소설을 쓴 장본인인 노인(제레미 아이언스 분)을 만난다. 해당 소설은 노인이 청년(벤 반스 분) 시절 제2차 세계 대전 때 파리에서 육군으로 복무하며 식당 종업원 셀리아(노라 아르네제데르 분)와 사랑에 빠졌던 실화를 술회한 자전 소설이었다. 그러나 딸이 병으로 사망하자 셀리아는 청년을 떠났고 청년은 고통을 창작 원천으로 삼아 소설을 썼는데, 이 소설을 읽은 셀리아는 감동하여 돌아왔지만 셀리아가 원고가 든 가방을 실수로 기차에 두고 내리면서 둘은 결국 이혼하였던 것이다.
이 지점에서 더 워즈 낭독을 끝낸 클레이는 소설 결말이 궁금하면 직접 사서 읽으라고 말한다. 클레이를 인터뷰하게 된 작가 지망생 대니엘라(올리비아 와일드 분)는 결말을 알려 달라고 한다.
소설 더 워즈 결말은 다음과 같다. 로리는 도라에게 진실을 알리다가 크게 다툰 뒤 에이전트 조지프(젤코 이바넥 분)에게 노인이 실제 저작자임을 세상에 공표하고 싶다고 한다. 조지프는 그렇게 하면 자신과 로리 둘 다 평판이 크게 훼손될 거라면서 대신 원고료 일부를 주라고 한다. 그러나 노인은 돈을 거절한 뒤 새 남편, 어린 아들과 함께 있던 셀리아를 목격했던 일을 얘기해 주고, 사람들은 본인 잘못을 잊고 앞으로 나아가며 로리도 그렇게 해야 한다고 말한다. 얼마 후 노인은 사망한다. 
대니엘라는 클레이가 별거에 들어간 아내와의 결혼 반지를 아직도 끼고 있는 걸 알아챈다. 더 워즈가 클레이의 자전 소설이고 로리 잰슨은 클레이의 분신이라고 추론한 대니엘라는 클레이 당신도 앞으로 나아가야 한다며 입을 맞추려 한다. 하지만 클레이는 삶과 허구는 매우 가깝지만 결코 겹치지는 않는다며 이를 물리친다.
로리가 도라에게 미안하다고 사과한 뒤 영화는 끝이 난다.

## 출연진
- 브래들리 쿠퍼[2][3] - 로리 잰슨 역[4]
- 조이 살다나[3] - 도라 잰슨 역[5]
- 올리비아 와일드[3][6] - 대니엘라 역[7]
- 제러미 아이언스[2] - 노인 역
- 벤 반스[7] - 청년 역[4]
- 데니스 퀘이드[3] - 클레이턴 “클레이” 해먼드 역[4]
- J. K. 시먼스[7] - 잰슨 씨 역: 로리의 아버지.[5]
- 존 해나[7] - 리처드 포드 역
- 노라 아르네제데르 - 셀리아 역
- 젤코 이바넥 - 조지프 커틀러 역
- 마이클 매키언 - 넬슨 와일리 역
- 론 리프킨 - 티머시 엡스타인 역
- 브라이언 클러그먼 - 제이슨 로즌 역
- 리즈 스타우버 - 캐미 로즌 역
- 리 스턴설 - 브렛 콥시 역

## 기타 제작진
- 총괄 제작: 로즈 갱구자